# 科姆哈
科姆哈是南非的城鎮，位於該國東部，由東開普省負責管轄，距離東倫敦64公里，始建於1877年，面積5.32平方公里，2001年人口1,267，人口密度每平方公里240人。
32°34′37″S 27°53′17″E / 32.577°S 27.888°E